# Nizao (kommun)
Nizao är en kommun i Dominikanska republiken.   Den ligger i provinsen Peravia, i den sydöstra delen av landet, 40 km sydväst om huvudstaden Santo Domingo. Antalet invånare i kommunen är cirka 27 000.